# Lukáš Milo
Lukáš Milo (ur. 19 października 1983 w Vitkovie) – czeski lekkoatleta, sprinter, którego specjalizacją był bieg na 100 metrów. Jego rekord życiowy na tym dystansie wynosi 10,26 s. W 2008 roku wystartował w swojej koronnej konkurencji na igrzyskach olimpijskich w Pekinie. Uzyskał wtedy wynik 10,52 s i zajął tym samym piąte miejsce w swoim biegu eliminacyjnym i 46. miejsce w klasyfikacji ogólnej.

## Rekordy życiowe
| Dystans       | Wynik (s) | Miejsce | Data         |
| ------------- | --------- | ------- | ------------ |
| bieg na 100 m | 10,26     | Tabor   | 4 lipca 2008 |
| bieg na 200 m | 20,89     | Tabor   | 5 lipca 2008 |